# Protankyra suroitae
Protankyra suroitae is een zeekomkommer uit de familie Synaptidae.
De wetenschappelijke naam van de soort werd in 1980 gepubliceerd door Gustave Cherbonnier.